# Gegants de la Ciutat de Barcelona
|  | Aquest article tracta sobre els gegants anomenats «de la ciutat». Vegeu-ne altres significats a «Gegants de Barcelona». |

Els Gegants de la Ciutat de Barcelona o Gegants de la Ciutat són una parella de gegants, anomenats Jaume I i Violant d'Hongria, propietat de l'Ajuntament de Barcelona i delegats a la Coordinadora de Geganters de Barcelona. Són els gegants més antics documentats de Catalunya, tot i que no en la seva forma actual.
Les primeres referències d'aquestes figures, és l'any 1424, on al Llibre de les Solemnitats de Barcelona surt documentat "lo rey david ab lo jiguant", que va participar a la Processó de Corpus d'aquell any.
L'any 1929, per l'exposició universal celebrada a Barcelona, és fan unes noves figures encarregades a Francesc Labarta, i les figures actuals del 1992 són unes copies dels originals de 1929, obra del solsoní Manel Casserras i Boix.
L'aspecte actual de vestidures i pintura és obra de la seva neta Sesa Casserres i Solé de l'any 2018, estrenats per les festes de la Mercè.
Els seus noms, Jaume I i Violant d'Hongria, són en honor d'aquests importants monàrques catalans, si bé, val a dir que durant la dictadura franquista s'imposà que fossin rebatejats amb els noms de Fernando i Isabel, en honor dels Reis Catòlics.
Els Gegants de la Ciutat són la més alta representació del protocol barceloní, juntament amb l'Àliga de Barcelona i formen part del Seguici Popular de la Ciutat de Barcelona, juntament amb els Capgrossos Macers, el Bestiari Històric de la ciutat, els Gegants del Pi i els Gegants de Santa Maria del Mar.
En Jaume I i na Violant tenen un ball propi, El Ball dels Gegants de la Ciutat, i són mencionats a la cançó infantil del Gegant del Pi. Els Gegants de la Ciutat estan en exposició permanent al Palau de la Virreina de Barcelona.
Els Gegants de la Ciutat de Barcelona són els padrins dels Gegants de Santa Maria del Mar, dels Gegants del Pi, dels Gegants de Gràcia, dels Gegants d'Ulldecona, dels Gegants de Sant Cugat del Vallès, dels Gegants de Manresa, dels Gegants de Montblanc, dels Amics dels Gegants, del Gegant Don Miguel de Cervantes Saavedra d'Alcalá d'Henares i dels gegants de la Corunya.
Els Gegants de la Ciutat no acostumen a sortir fora de la seva ciutat (Barcelona). Quan ho fan el gegant porta el seu elm característic, a imatge del casc original del rei Jaume que es conserva en el Museu d’Història de Madrid, i ella un casquet de vellut, tot i que si surten a una Ciutat Comtal porten les seves Corones.